# Jozef Klimko
Jozef Klimko (10. února 1942 Prievidza – 24. ledna 2021 Bratislava) byl slovenský právník, zaměřený na dějiny státu a práva, a vysokoškolský učitel.

## Život
V letech 1960 až 1965 vystudoval Právnickou fakultu Univerzity Komenského v Bratislavě. V letech 1969–1970 absolvoval studijní pobyty ve Würzburgu a od 1974 do 1977 na Sorbonně v Paříži, kde dělal archivního výzkum k problematice Pařížske mírové konference (1919). Titul Kandidát věd získal v roce 1977 a roku 1978 byl jmenován docentem. Po objahobě disertační práce získal v roce 1991 titul profesora Katedry dějin státu a práva Univerzity Komenského. V letech 1994–1998 a 2004–2007 působil jako velvyslanec Slovenské republiky v Rakousku a od 1998 do 1999 byl referentem Ministerstva zahraničních věcí Slovenské republiky. V letech 1999–2004 působil v Institutu mezinárodních studií v Bratislavě. Od roku 2008 byl rektorem Bratislavské vysoké školy prava PEVŠ.

## Veřejné funkce
Zastával následující veřejné funkce:
- Proděkan Právnické fakulty Univerzity Komenského pro oblast vědy a výzkumu
- Tajemník pro vědu Státní komise pro udělování vědeckých hodností Ministerstva školství SR
- Člen Garanční komise Slovenské akademie věd
- Člen redakční rady odborného časopisu Právny obzor
- Předseda Akademického tenisového klubu Slávia
- Čestný člen klubu S.A.M.C.[5]

## Publikace (výběr)
(Tituly publikací uváděny ve slovenštině)
- Dejiny štátu a práva na území ČSSR Spoluautor, Univerzita Komenského, Bratislava 1978.
- Slovenská republika rád. Pokus o socialistickú štátnosť Pravda, Bratislava 1979.
- Vývoj územia Slovenska a utváranie jeho hraníc Obzor, Bratislava 1980.
- Tretia ríša a ľudácky režim na Slovensku Veda, Bratislava 1986.
- Politické a právne dejiny predmníchovskej republiky (1918–1938) Veda, Bratislava 1986.
- Pramene a dokumenty k dejinám štátu a práva na území ČSFR Spoluautor, svazek 1 a 2, Univerzita Komenského, Bratislava 1992.

## Vyznamenání
- 1998 Čestný odznak Za zásluhy o Rakouskou republiku (dekorace ve zlatě na stuze)